# Kom og dans 4
Kom og dans 4 är titeln på en CD från 1997 inspelad av norska orkestern Dansebandet.

## Låtlista
1. En annen tid et annet sted (M.Klaman/K.Almgren norsk text: Bergum/Tungvåg)
2. Nå blåser kjærlighetsvinder igjen (Lasse Sigfridsson norsk text: Bergum/Tungvåg)
3. Jeg har en sang (Sven Egil Bjørge)
4. Der markens møter havet (Rolf Løvland)
5. Postmann Jon (Wendt/Lundh norsk text: Svein E Bjørge)
6. Hallo (J.E Knutsen/Per Hermansson - norsk text: BT Bråthen)
7. Så jeg tok gitarren (Gunnarsson/Lord - norsk text: Bergum/Tungvåg)
8. Livets hemlighet (Sven Egil Bjørge/Britt Viberg)
9. Jeg vil tro på deg (Wendt/Lundh norsk text: A.Tungvåg)
10. Lykliga Henrik's (Trad)
11. Jeg vet (J.E Knutsen/Per Hermansson norsk text: BT Bråthen)
12. Hei, hei god morgen (Bjørn Terje Bråthen)
13. Du er den søteste blant alle kvinns (Peter Grundstrøm - norsk text: Bergum/Tungvåg)
14. Vilken kjempefin dag (Kruczkowski/Glaes - norsk text: Bergum/Tungvåg)